# La Chapelle-Saint-Laurent
La Chapelle-Saint-Laurent település Franciaországban, Deux-Sèvres megyében. Lakosainak száma 2080 fő (2022. január 1.). La Chapelle-Saint-Laurent Boismé, Chanteloup, Clessé, Largeasse, Neuvy-Bouin és Moncoutant-sur-Sèvre községekkel határos.

## Népesség
A település népességének változása:
| Lakosok száma | 1928 | 1982 | 2020 | 2002 | 2018 | 2034 | 2049 | 2071 | 2080 |
|               | 2013 | 2015 | 2016 | 2017 | 2018 | 2019 | 2020 | 2021 | 2022 |